# Yumiko
Yumiko (jap. ゆみこ, ユミコ) – żeńskie imię japońskie.

## Możliwa pisownia
Yumiko można zapisać używając wielu różnych znaków kanji i może znaczyć m.in.:
- 由美子, „powód, piękno, dziecko”[1]
- 由実子, „powód, owoc, dziecko”
- 裕美子, „dostatek, piękno, dziecko”
- 夕美子, „wieczór, piękno, dziecko”
- 夕実子, „wieczór, owoc, dziecko”
- 有美子, „istnieć, piękno, dziecko”
- 弓子, „łuk, dziecko”

## Znane osoby
- Yumiko Ashikawa (祐美子), japońska piosenkarka
- Yumiko Fujita (弓子), japońska aktorka
- Yumiko Hosono (佑美子), japońska seiyū, aktorka i piosenkarka
- Yumiko Igarashi (ゆみこ), japońska mangaka
- Yumiko Kawahara (由美子), japońska mangaka
- Yumiko Kobayashi (由美子), japońska seiyū
- Yumiko Kokonoe (佑三子), japońska aktorka
- Yumiko Kosaka (由美子), japońska śpiewaczka
- Yumiko Ōshima (弓子), japońska mangaka
- Yumiko Shaku (由美子), japońska aktorka i modelka
- Yumiko Shibata (由美子), japońska seiyū

## Fikcyjne postacie
- Yumiko Christina Ichinose (弓子), bohaterka light novel, mangi i anime Yoku Wakaru Gendai Mahō
- Yumiko Kusaka (友美子), bohaterka serii Battle Royale
- Yumiko Fuji, bohaterka mangi i anime Tennis no ōjisama